# Маленький мир
«Маленький мир» (англ. Small World) — стратегическая настольная игра, разработанная Филиппом Кейяертом и изданная компанией Days of Wonder в 2009 году.

## Игровой процесс

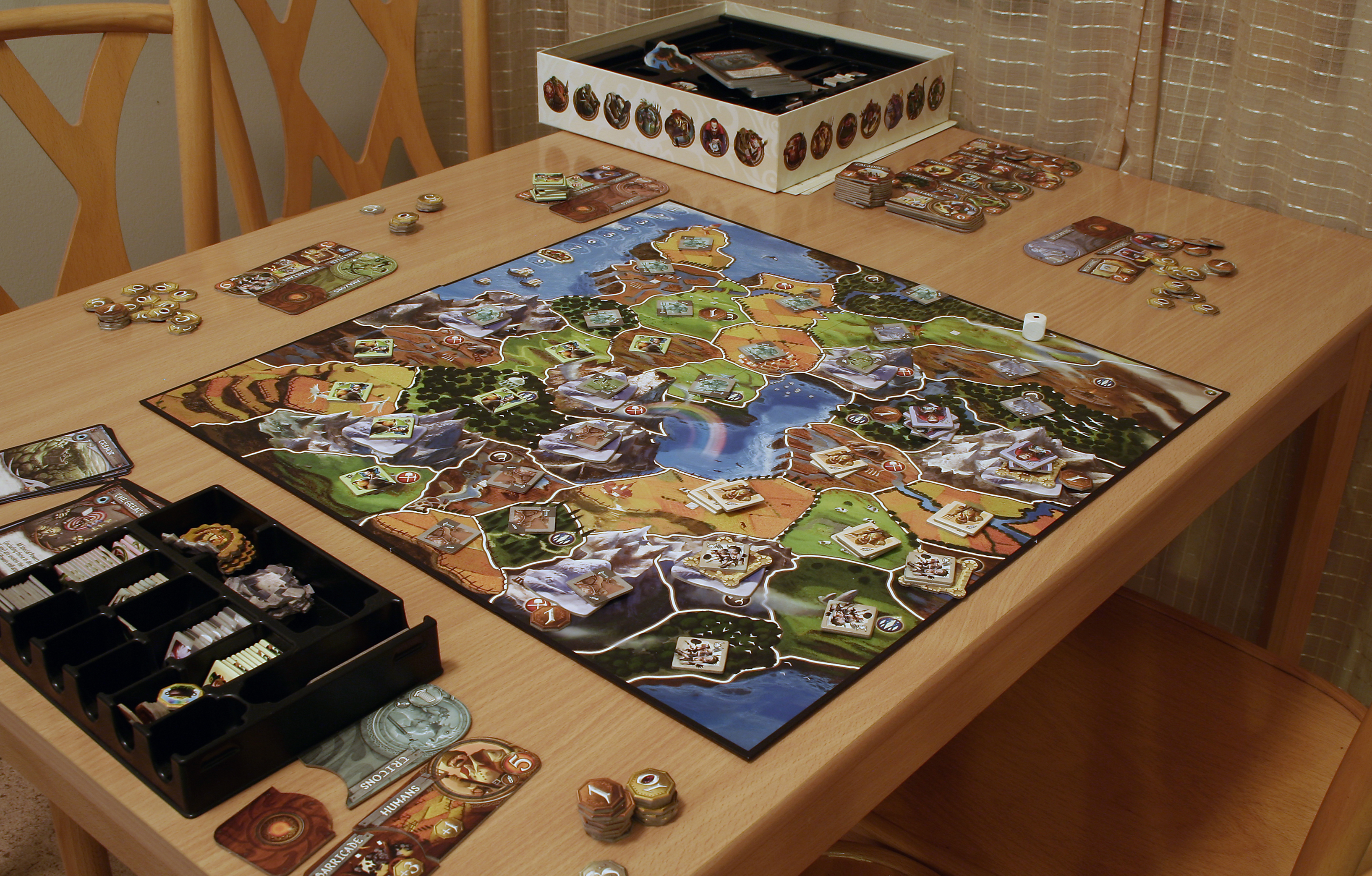
Игра «Маленький мир»

Каждый игрок выбирает себе случайно созданную фэнтезийную расу путём комбинирования двух взаимосвязанных карточек, на одной из которых написано существительное (например, «эльфы»), а на другой прилагательное (например, «летающие»). После этого игроки начинают захват территорий на одной из четырёх игровых карт (выбор карты определяется количеством игроков). Для захвата территории на неё необходимо положить определённое количество фигурок, исходя из местонахождения территории, количества защищающих фигурок и особенностей расы. Если игрок может выставить необходимое количество фигурок, то захват будет успешным. После захвата одна фигурка побеждённого игрока выходит из игры, а другие распределяются по другим территориям. В конце хода производится подсчёт очков. Игра заканчивается по истечении определённого количества ходов. Выигрывает игрок, набравший больше всего очков.

## Разработка
Филипп Кейарт разработал «Маленький мир» на основе своей игры 1999 года Vinci. По заявлению самого Кейарта, игра не была обновлением Vinci, а лишь была основана на базовой системе оригинальной игры. В основе «Маленького мира» лежит идея создать стратегическую игру с весёлым и добрым игровым процессом, в противоположность классическим стратегиям, таким как «Риск».
Days of Wonder анонсировали игру, выпуская по одной картинке рас каждый день с 12 по 19 января 2009 года. Дополнительные анонсы состоялись 19 и 26 января.
«Маленький мир» был выпущен в марте 2009 года на английском, немецком и французском языках. Голландская, испанская и японская версия вышли в июне. Существует адаптация игры для iOS, Android, PC и Mac.

## Награды
- 2009 — Meeples' Choice Award[англ.][5];
- 2010 — специальный приз жюри на Каннском фестивале игр[англ.][6];
- 2010 — игра года по версии журнала Games[англ.][7];
- 2009 — французская премия Tric Trac — d’Or (золото) в номинации «Игра года»[8];
- 2013 — польская премия Gra Roku — победитель в номинации «Игра года»[9].